# 12113 Hollows
12113 Hollows è un asteroide della fascia principale. Scoperto nel 1998, presenta un'orbita caratterizzata da un semiasse maggiore pari a 3,0022949 UA e da un'eccentricità di 0,1150381, inclinata di 11,70953° rispetto all'eclittica.